# بیمارستان عیسی بن مریم
بیمارستان مسیحی (عیسی بن مریم، England Hospital) (به انگلیسی: Christian hospital) یکی دیگر از بیمارستان‌های مسیونری (Christian mission hospitals) کلیساهای انجیلی و تبشیری (تبلیغ دین مسیح) انگلیسی‌هاست که در ۱۲۸۲ خورشیدی (۱۹۰۴ م) ساخته شد. این بیمارستان در اصفهان، خیابان آیت الله شمس‌آبادی، نبش خیابان عباس‌آباد و پارس جای دارد. سازه آن در تاریخ ۲۲ مرداد ۱۳۸۴ با شمارهٔ ثبت ۱۳۱۱۴ به‌عنوان یکی از آثار ملی ایران به ثبت رسیده‌است. 
دو بیمارستان دیگر به همین نام انگلیسیِ کریستین هاسپیتال یکی در انگلیس و دیگری در ایالت میسوری آمریکا وجود دارد.

## جای‌باش (مکان)

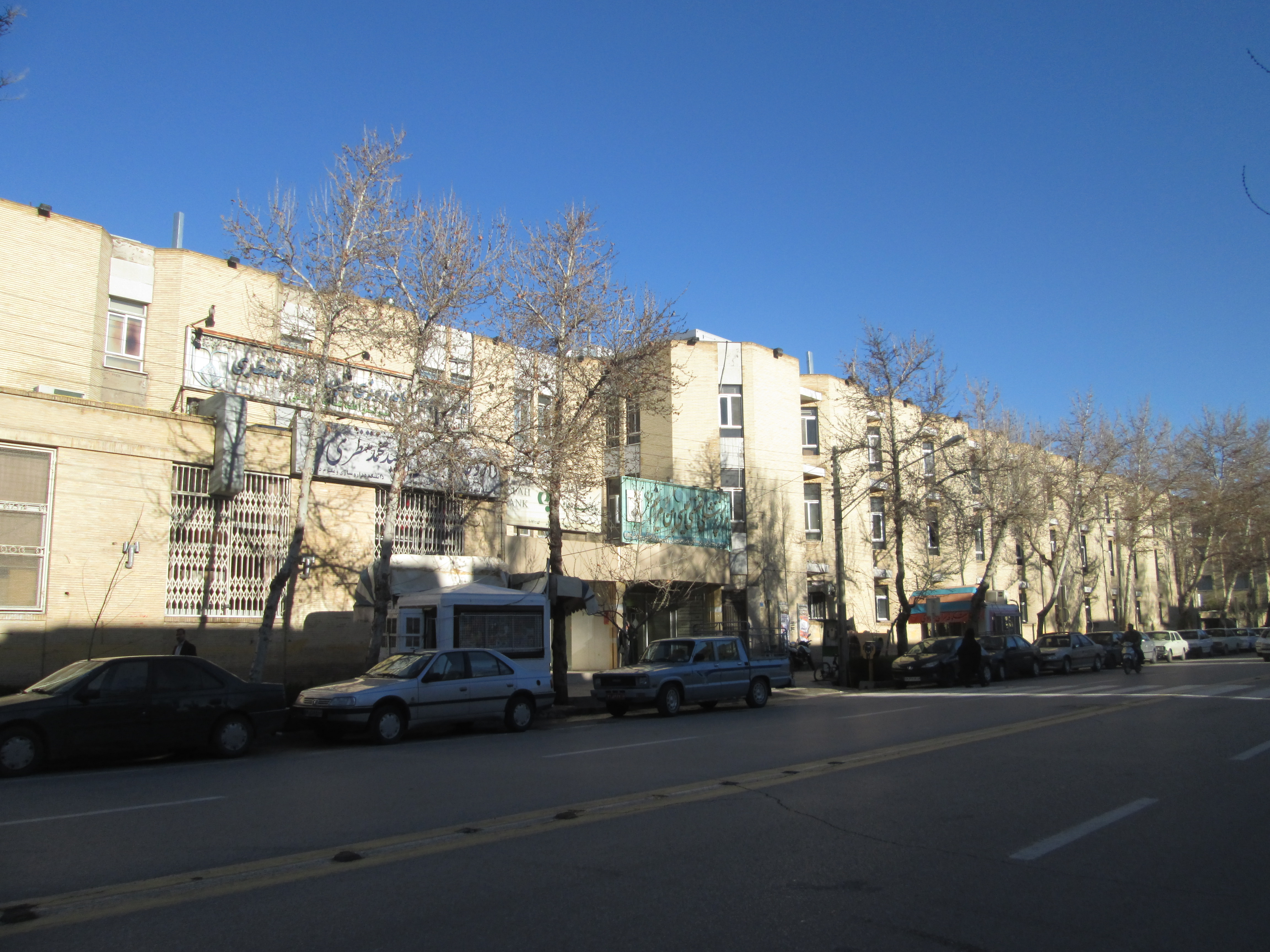
نمای بیمارستان از خیابان شهید آیت‌آلله ابوالحسن شمس‌آبادی، ۱۳۹۲خ.

این بیمارستان در زمینی ۱۱۰۰۰ متری که به دست بازرگانی به نام امین الشریعه در محلهٔ تبریزیهای اصفهان برای هیئت مرسلین کلیسای انگلیکان (Church Missionary Society, CMS) خریداری و سند آن به نام انجمن مسیونرهای کلیسایی زده شده بود برپا گردید. مسیونرهای انگلیسی بیمارستان مسیحیان را با ۷۵۰۰ متر زیربنا بر روی آن زمین وقف انجمن کلیسایی انگلیکان کردند. این بیمارستان از شمال به کوچهٔ پارس، از جنوب به عباس‌آباد، از شرق به خیابان آیت الله شمس‌آبادی، و از غرب با کلیسای حضرت لوقا همسایه دیوار دیوار می‌باشد.

## سرگذشت بیمارستانهای مسیحیان اسپهان

### انجمن فرستادگان کلیسایی
مسیحیت از ۴۰۰ سال پیش از اسلام به ایران راه یافت. در سال ۹۸۴ خورشیدی شاه عباس دوازده هزار ارامنی را به ایران کوچاند. در ۱۱۷۸ خورشیدی در لندن یک انجمن نیکوکاری به نام فرستادگان (میسیونرها یا مُرسلین) یا انجمن مسیونرهای کلیسایی با یاری مردم انگلیس بنیادگذاری شد تا در کشورهای واپس‌مانده آموزشگاه، درمانگاه، بیمارستان، و کلیسا بسازند. تاکنون بیش از ۶۰۰۰ مدرسه و ۴۶ بیمارستان مسیونری مسیحی به دست این گروه ساخته شده‌است.
در این راه مردم هلند، سوئیس و سوئد نیز به یاریشان شتافتند. آنان در کشورهای دیگری همچون عراق، لبنان، فلسطین، اسرائیل، سودان، مصر و شهرهای یزد، شیراز، کرمان، تهران… دست به برپایی همتافتهای (مجوعه‌های) کالج-کلیسا-کلینیک زدند تا به شیوه‌ای همه‌سودرسان و آبرومند دلها را برای آیین مسیح پذیرا سازند.

### همتافتهای کالج-کلیسا-کلینیک
انجمن مسیحی شماری کلیسا-کلینیک دیگر نیز برپا کرد. کلیسای شمعون و بیمارستان مرسلین در شیراز، کلیسایی در یزد، توما در تهران، بیمارستان مرسلین در یزد، کلیسایی در کرمان، و یک همتافت (مجموعه) کالج-کلیسا-کلینیک در شهر اصفهان ساخته شد. از این میان در اسپهان بیش از دیگر شهرها کارشان گـُل کرد و مردم همراهشان شدند تا در گوشه گوشهٔ شهر کاشته‌های آن‌ها یکی پس از دیگری به بار نشیند. چیزی نگذشت که مدرسه گارلند جویباره (۱۲۶۸ خورشیدی )، مدرسه اسقف (کالج اصفهان یا همان دبیرستان ادب، در بین سالهای ۱۲۴۰و ۱۲۴۹ خورشیدی )، دبیرستان دخترانه  دوشیزگان یا منیریه دوشیزگان  (یا اسقف استیلمن مموریال کالج یا همان بهشت آئین امروزی  به دست بانو نوراس آیدین)، کودکستان و دبستان رحمت آئین (به دست بانو آیزِک)، آموزشگاه نابینایان پسرانه نورآئین، آموزشگاه نابینایان دخترانه کریستوفل (به دست ارنست کریستوفل بنیادگذار آموزشگاه‌های نابینایان و خنیاگری (موسیقی) نابینایان در ایران)، بیمارستان مسیحی (۱۲۸۲خ)، کلیسای لوقا (۱۲۸۸)، آموزشگاه پرستاری، آموزشگاه کارآموزی کشاورزی، مرغداری، و گاوداری برای نابینایان، مدرسه کار (هنرستان انقلاب اسلامی امروزی در خیابان کاوه)، کتابفروشی گلستان، گاهنامهٔ حضور، زمین فوتبال، خوابگاه دختران (اهدایی میس آیزِک)، و هتل ایران‌تور (به سرپرستی ژان مک‌داول) در سایه‌سار این بوم سر برآوردند.
شاید بودن ارامنه در اسپهان Espahan به بخت‌یار شدن این جنبش فرهنگی کمک شایانی نموده باشد. در سال ۱۲۰۸ خ یک گروه از فرستادگان آمریکایی به ارومیه آمد تا کیش مسیح را گسترش دهد. در1240 کشیش رابرت بروس نیز از انگلیس به اسپهان پای گذاشت که راهی هندوستان گردد ولی در اسپهان ماندگار شد تا به یاری گرسنگان خشکسالی سال بشتابد. او به گوشه و کنار جهان نامه‌نگاری کرد و پول و خوراک برای درماندگان اسپهان گردآوری نمود. رابرت بروس در آن زمان بیش از هفت هزار لیره استرلینگ را به سوی مردم قحطی زده سرازیر نمود و هزاران ایرانی را از مرگ رهاند. بروس ناصرالدین شاه را در انگلستان آنچنان پخت که او آزادی مذهب را در ایران جا بیندازد و در در سال ۱۲۵۸ خ کشیش هُرنِلی که یک پزشک اسکاتلندی بود را رهسپار اسپهان کند. او انجمن مسیونرها را در اسپهان پایه‌ریزی نمود و در کلیسای حضرت پولس که بروس آن را در کوی سنگتراشها ساخته بود به گسترش آیین مسیح پرداخت.

### بیمارستان جلفا
پس از بازنشسته شدن هرنلی انجمن کلیساهای اسقفی انگلیکان در ۱۲۷۳ یک پزشک جوان، خوشرو و پر جنب و جوش به نام دونالد کار (Dr. Donald Carr) را به جلفای اسپهان فرستاند تا در قلمرو کلیسای حضرت پولس به درمان بیماران بپردازد. او با پای پیاده یا سوار بر الاغ خود را به اسپهان می‌رساند.
دکتر کار با همکاری دوشیزه مری بـِرد (Miss. Mary Bird) دو درمانگاه در جلفای اسپهان گشودند ولی با ناسازگاری نیروهای بومی روبرو شدند. سپس به جویباره که مردم آن یهودی بودند رفتند تا درمانگاه دیگری باز کنند ولی آن هم بسیار زود بسته شد. آن‌ها سرانجام با پیگیری و پافشاری توانستند دستگاه دیوانسالار کشور را پذیرای خود کنند. در ۱۲۷۶ خورشیدی نخستین بیمارستان زنان در ایران به ریاست خانم دکتر املینا استوارت (Emmelina Stuvart) در جلفای اسپهان ساخته شد. در سال ۱۲۸۳ بیمارستان زنان و دو سال پس از آن بیمارستان مردان از جلفا به ساختمان بیمارستان مسیحی در خیابان شهناز جابجا گردید.

### بیمارستان هوسپ بغوسخانیان
سرگذشت بیمارستان مسیحی اسپهان را باید در سرگذشت بیمارستان بغوسخانیان اسپهان نگریست. در واپسین سال‌های سدهٔ نوزدهم مسیحی ارمنی‌های جلفای اسپهان که در جنوب زاینده‌رود زندگی می‌کردند از روی دسترسی نداشتن به درمانگاه و پزشک (همهٔ حکیم‌باشی‌ها و عطاریها در آنسوی رودخانه و درون شهر اسپهان بودن و جلفا بیرون شهر بود) اراده می‌کنند که برای خود درمانگاهی دست و پا کنند. در ۱۲۷۸خ یکی از خلیفه‌های کلیسای جلفا به نام ماقاکیا درونیان فراخوان کمک‌های مردمی برای ساخت درمانگاه را می‌دهد. کمک‌هایی از ارمنیهای اسپهان و هندوستان (کلکته، بنگال و مومبای) می‌رسد. در سال ۱۲۷۹خ درمانگاه ساخته می‌شود. هشت سال پس از آن بازرگانی ارمنی به نام هوسپ بغوسخانیان که در هندوستان به دادوستد و ساختن کنف سرگرم بود هرچه اندوخته داشت سرمایه می‌کند تا به درمانگاه کمک شود. پس کشیش کاراپت تومیکیان و هارتون آبکاریان پزشکان دیگری همچون دکتر راندولف (Dr. Randolf)، داروسازی به نام جانجیکیان (K. Janjikian) و دکتر دونالد کار (Dr. Donald Carr) را از بریتانیا به اسپهان فرامی‌خوانند. با آمدن این گروه جنبش جان تازه‌ای می‌گیرد. سیمون خانهٔ خود را و سپس کلیسای وانک باغ‌های پیرامون خود را به دست پزشکان می‌سپارد تا بیمارستان هوسپ بغوسخانیان برپا گردد.
دکتر کار که زمینه را برای کار هرچه بیشتر آماده می‌بیند در اندیشهٔ ساخت بیمارستانی دیگر در شمال زاینده‌رود و در میانهٔ شهر اسپهان می‌افتد. آن‌ها بخش مردان و سپس بخش زنان بیمارستان جلفا را به این سوی رودخانه جابجا می‌کنند تا هستهٔ نخستین بیمارستان مُرسلین پی‌ریزی شود. در این همین ایام نیز  تامپسون در ۱۹۲۶ با مارگارت ریچل کار، دخترِ کار (بنیانگذار بیمارستان‌های مسیحی اصفهان و شیراز) ازدواج کرد

### بیمارستان مسیحی
در آغاز (۱۲۸۳خ)، بازرگانی به نام امین الشریعه که خانه خود را آموزشگاهی برای اسقف تامسون نموده بود باغ جو کاری شده‌ای به بزرگی یازده هزار متر در کوی تبریزیها (عباس‌آباد) را به در خواست انجمن فرستادگان انگلیکان خریداری نمود تا بیمارستان جلفا بدانجا آورده شود. دکتر دونالد کار، بانو مری بِرد و اسقف تامسون این جابجایی را به سرانجام رساندند و نام آن را بیمارستان مسیحی (Christian hospital) گذاشتند.
ساختمان نخستین بیمارستان مسیحی دربر گیرنده یک بخش زنان، یک سالن کوچک و یک آشپزخانه و رختشوخانه ساده بود. درگاه آمد و شد به بیمارستان در نبش کوچه پارس بود که به یک هشتی باز می‌شد. سپس راه شرقی به بخش مردان و راه جنوبی به خرند (حیاط) باز می‌شد. در سال‌های پسین کنار هشتی درمانگاه چشم‌پزشکی ساخته شد و دکتر غلامحسین فروغی به درخواست بنیاد کریستوفل چشم‌پزشکی بیمارستان را راه‌اندازی کرد. نمونه‌ای دیگر از دشواری آن روزگار این بوده که دکتر کار خودش از بوشهر دستگاه پرتونگاری ایکس را بر بار شتر نهاده و به اسپهان آورده‌است.
بیمارستان مسیحی، در سال ۱۲۸۴ خورشیدی با راه‌اندازی بخش زنان در بال جنوبی و کنار خیابان عباس‌آباد گسترش یافت و دوبخشه شد (بیمارستان مردان و بیمارستان زنان). در آن زمان بیمارستان دارای دو ساختمان دو طبقه در سوی شمالی، دو سالن و دو اتاق کوچک شد و در بقیه زمین یک زیست‌بوم سرسبز درخت و گل‌کاری شد. پهنهٔ بیمارستان نزدیک ۱۱ هزار مترمربع و زیر ساخت آن ۷۵۰۰ متر مربع و بقیه فضای سبز و دو خانه بود (خانه دکتر پانت و دکتر کار). علی همدانیان، حسین هراتی، اشراقی، کاشفی، محمدجعفر کازرونی، اصغر میرزا، و صارم‌الدوله نیز به این جنبش نیکوکاری پیوستند. پزشکان، ماماها و پرستارانی همچون میس میلز، میس برگ، میس هِن از کشورهای گوناگونی مانند انگلیس، کانادا، آلمان، و استرالیا در این بیمارستان به درمان بیماران می‌پرداخته‌اند.
خیابان شهناز در آن سال‌ها کوچه باغی باریک و کالسکه رو بود که در روند پهن‌سازی و آسفالت نمودن آن نمای باختری (شرقی) بیمارستان که بـَرِ خیابان شهناز بود درون خیابان افتاد و به دستور شهرداری ویران شد. سپس ساختمان نویی به جای آن ساختند و دو بخش مردان و زنان را به هم پیوستند که امروزه در میان آن دو درب اصلی و راهروی ورودی بیمارستان ساخته شده‌است. سوی دیگر خیابان عباس‌آباد زایشگاهی بود که بعدها بخش درمان کچلی با رادیوتراپی به آن افزوده شد و زایشگاه به بیمارستان آورده شد.
ارنست کریستوفل ازخود گذشته‌ای بود آلمانی‌تبار که برای برآورده ساختن آرزوی آشنایان و مردم خود از سوید، سوئیس و آلمان پولهایی را برای کمک به کودکان نابینا، ناشنوا، لال و بی‌سرپرست به ایران آورد. او نخست در سال ۱۳۰۴خ به ارومیه رفت و آموزشگاه نابینایان را در آنجا راه‌اندازی کرد. سپس خود را به به اسپهان رساند تا به جنبش نیکوکاری مسیحیان بپیوندد. او برای این کار باغی را در کنار زاینده رود، خیابان پهلوی، از حاج عبدالمحمود افیونی کرایه نمود. به زودی ناسازگاری تندروهای مسلمان آغاز شد و بارها کوشیدند آن آموزشگاه را ببندند ولی نتوانستند آنچنان که در این شیوه از آموزش و یاری‌رسانی یکه‌تاز و پیش‌آهنگ کشور شد. سرانجام او توانست آموزشگاه نابینایان را در اصفهان برپا سازد که پس از انقلاب اسلامی به مجتمع توانبخشی نابینایان شهدای هفتم تیر تغییر نام یافت.
او به آموزش نابینایان بسنده نکرد و پرچم پیشگیری از کوری و درمان آن را در اسپهان برافراشت. او دکتر غلامحسین فروغی دستیار (معاون) دانشکده پزشکی آلمان را که چشم‌پزشک بود به ایران بازگرداند. کم‌کم بنیادی که زادگاهش اسپهان بود جهانی شد و در بیش از سد کشور جهان نزدیک به هزار آموزشگاه و کارگاه کارآفرینی برای روشندلان برپا نمود، گرچه برخی بنیادش را از اسپهان برچیدند.

اسقف تامسون، یکی از بنیادگذاران کالج اصفهان، کلیسای لوقا و بیمارستان و داماد دکتر کار.

دکتر دونالد کار (Dr. Donald Carr) از بنیادگذاران بیمارستان مسیحی

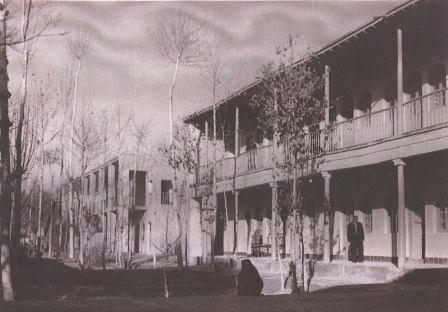
نمای درونی ایوانها و رواق بیمارستان مسیحی

گرچه ۷۵ سال پیش از آن بیمارستان بُغوزخانیان در بخش ارمنی‌نشین اسپهان (جلفا) برپا گردیده بود ولی این بیمارستان نیز در زمان راه‌اندازی‌اش پیشرفته‌ترین بیمارستان شهر اصفهان شناخته می‌شد.

بخش پرتوشناسی (رادیولوژی) بیمارستان جلفا

بُرمانگری (عمل جراحی) برای نخستین بار در بیمارستان بُغوزخانیان و سپس بیمارستان مسیحی انجام شده‌است. پزشکان، ماماها و پرستاران از کشورهای گوناگونی مانند انگلیس، کانادا، آلمان، و استرالیا در این بیمارستان به درمان بیماران می‌پرداختند. دکتر شافتر که استاد کالج پزشکی لندن بود دستیاران (رزیدنتها) یی را از انگلیس به این بیمارستان می‌آورد تا زیر دیدبانی خودش، دکتر پانت (Dr. Ponte) و دکتر آندرانیک میناسکان (متخصص زنان که مسیحیِ ارمنی بود) آموزش ببینند.
نخستین پرتودرمانی (رادیوتراپی) در این بیمارستان در ساختمانی که هم‌اکنون در خیابان عباس‌آباد سازمان تأمین اجتماعی و طب کار شده‌است انجام می‌گردیده. در آنجا کلاهی که مواد رادیواکتیو در آن جاسازی شده بود و کلاه اسرائیلی نام داشت بر سر بیماران دچار کچلی می‌گذاشتند تا درمان شوند؛ ولی به دلیل بروز چنگار (سرطان) پوست این شیوه کنار گذاشته شد. آن ساختمان نیز پس از انقلاب مصادره شد.

## جای پای سران در بیمارستان مسیحی

بازدید صدر اعظم آلمان و همسرش (در کناره چپ تصویر) همراه با دکتر فروغی و همسرش (در میانه تصویر) از بیمارستان

سرشناسان نامداری همچون ملکه مادر بریتانیا و ملکه الیزابت دوم همراه با همسرش پرنس فلیپ، فرح پهلوی (شهبانوی ایران)، محمد رضا پهلوی (پادشاه ایران)، صدر اعظم آلمان و همسرش (به دعوت دکتر فروغی، نخستین چشم‌پزشک بیمارستان مسیحی)، پروفسور آرنولد توئینی (تاریخ‌نگار)، دکتر کِراگ (اسلام‌شناس)، سِرکِنت گِراب نماینده سازمان ملل، تاگور شاعر هندی، احسان یارشاطر (مدیر پروژهٔ دانشنامهٔ ایرانیکا) و بسیاری از سراسقفهای بزرگ جهان (همانند کشیش جان تیلور، سیمون برینگتون وارد، کمبل مک اینس (سر اسقف اورشلیم و خاور میانه)، اسقف استوکس از آمریکا، مارشیمون (بطریق کلیسای شرق آسوری)، سراسقف دامل (سراسقف هند/پاکستان/سیلان/برمه)، اسقف جان رابینسون) از این همتافت کالج-کلیسا-کلینیک بازدید کرده‌اند. ملکه ثریا اسفندیاری دومین همسر محمدرضا پهلوی نیز در این بیمارستان زاده شده‌است. اسقف حسن دهقانی تفتی که در دههٔ شصت سراسقف اعظم خاورمیانه در اورشلیم و اسقف‌یار کاتدرال وینچستر در انگلستان می‌شود، روزگاری یکی از گردانندگان همین همتافت کالج-کلیسا-کلینیکِ مسیحیان بوده‌است. نمای هنرمندانه و زیبای نبش چهارراه عباس‌آباد به دستان توانمند استاد عیسی بهادری- بنیادگذار هنرستان هنرهای زیبای اصفهان- ساخته شده‌است. وی دارای دیپلم «دونور»، نشان زرین نمایشگاه جهانی بروکسل و همچنین نشان دانش و هنر فرانسه است.

بازدید محمدرضاشاه پهلوی از بیمارستان مسیحی اصفهان به همراهی دکتر وایلد. نگاره بردار: علیخانپور

بازدید مادر ملکهٔ بریتانیا (ملکه الیزابت) از بیمارستان مسیحی اسپهان. دکتر بهرام شماس متخصص بیهوشی نیز در پیشاپیش و کنار چپ او دیده می‌شود

الیزابت دوم و شهبانو فرح همراه با دکتر وایلد در بیمارستان، ۱۳ اسفند ۱۳۳۹

فرماندهان (روسای) بیمارستان در پیش از انقلاب دکتر دونالد کار، دکتر کِنِس توماس از استرالیا، دکتر جیم شافتر استاد دانشکده پزشکی لندن، دکتر وایت، دکتر وایلد و دکتر پانت بودند.

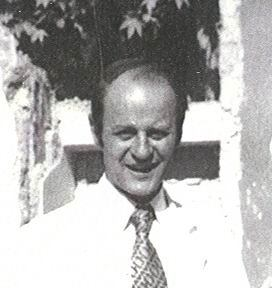
دکتر پانت، آخرین رئیس بیمارستان پیش از انقلاب

دکتر پیتر وایلد (Dr. Peter Wild)
دکتر جیم شـافتر (Dr. Jim Schaffter)

## بیمارستان مسیحی در گذر از انقلاب اسلامی

### خیز گرفتن انقلابیون برای دست اندازی به بیمارستان
با پیروزی نهضت اسلامی و به راه افتادن واگشت (انقلاب) اسلامی، پی‌ورزیهای (تعصبات) بیگانه‌ستیز در میان مردم گسترش یافت و این بدگمانی پدید آمد که هر کس با انگلیسها دررفت و آمد است جاسوس آنهاست. برخی از دست‌اندرکاران دولتی نیز به این خیزش دامن می‌زدند. برای نمونه علی اصغر بهزادنیا معاون وزیر ارشاد ملی و از چهره‌های نزدیک به نهضت آزادی و ابراهیم یزدی در گفتگویی رسانه‌ای به سرپرستان انجمنهای کلیسایی انجیلی و انگلیکان هشدار داد که در امور سیاسی دخالت نکنند و به دنبال آن مدرسه میسیونری اندیشه را در تهران می‌بندند. این چراغ سبزی بود به گروه‌های خودسر یا شناسنامه‌دار که به سوی بنیادهای انگلیسی دست اندازی نموده و مایهٔ دلسردی و بیرون رفتن گردانندگان این سازمانها از کشور شوند. برخی دیگر نیز بر این باور بودند که راه سربلندی کشور ایستادن روی پای خود و بیرون راندن بیگانگان است و برخی دیگر در اندیشه سود و بلندپروازیهای خود بودند.
گروه‌های تبه‌کار و تندروی پیش از پیروزی نهضت اسلامی که پروندهٔ آدم‌ربایی و آدم‌کشی داشتند (همچون باند حجت‌الاسلام سید مهدی هاشمی که نام خود را هدفی‌ها، گروه ضربت، یا حزب‌اللهنهاده و آیت‌الله شمس‌آبادی، بانو جهان سلطان آقایی، رمضان مهدی‌زاده و شیخ قنبرعلی صفرزاده را پیش از انقلاب ربوده و کشته بودند) با آشفته دیدن کشور رفتارهای شهرآشوب خود را با توفان انقلاب درهم آمیختند تا در پوشش انقلابیگری به اهداف خود برسند. کمیته انقلاب اسلامی و در کنار آن گروه‌های همبال (موازی) دیگری همچون گروه دفاع شهر و حزب‌الله گردباد مصادره‌ها را به راه انداختند.

### ایستادگی اسقف دهقانی در برابر مصادره بیمارستان
اسقف حسن دهقانی تفتی و دکتر پانت (Dr. Pont) تا سال ۱۳۵۸ در اسپهان ماندند تا شاید به گفته خودشان «با یادآوری شعارهای انقلابی امیدبخشی که نوید برقراری آرامش و دوستی همگانی، ریشه‌کنی ستمها، نابودی خفقان و ناامنی، و دمیدن بهار آزادی، خورشید امنیت و شکوفایی عدالت می‌داد بتوانند بیمارستان و نیروهای خود را همچنان در خدمت نگاه‌دارند». ولی با کشته شدن کشیش پرویز (ارسطو) سیاح در شیراز، چاقو زدن به بانو جین وادل (Miss. Jean Waddel) منشی اسقف دهقانی در تهران، و دستگیری اسقف دهقانی در اسپهان، هراس و ترس آنها را فراگرفت. هر روز گروهی که خود را کمیته انقلاب اسلامی یا انجمن تبلیغات اسلامی می‌نامیدند به اسقف دهقانی فشار می‌آوردند تا پولهای کلیسا را در اختیارشان بگذارد ولی اسقف نمی‌پذیرفت و می‌گفت «این پولها از مردم است به امانت نزد من». آنها همچنین درخواست سند مالکیت بیمارستان را نموده بودند که اسقف دهقانی با پافشاری بر اینکه سند بیمارستان وقفنامه می‌باشد و در اداره ثبت املاک و اسناد اصفهان به نام اداره مرسلین (میسیون کلیسایی) ثبت شده‌است، از واگذاری آن خودداری می‌کرد.
۲۱ خرداد ۱۳۵۸ که کشیش دهقانی و دکتر پانت (رئیس بیمارستان) به تهران رفته بودند گروهی از انقلابیون بیمارستان را به اشغال خود درآوردند. آنها مدارک اشتغال برخی کارکنان و پزشکان را نابود کرده و بی‌آنکه حق و حقوق (حق بیمه یا بیمه بیکاری، سنوات، عیدی و بازنشستگی) آنها را بپردازند آنان را از کار برکنار کردند. دکتر شـَماس، دکتر میناسکان، دکتر پانت، دکتر آدولف درگالوست، کشیش حسین سودمند و بسیاری دیگر از بیمارستان رفتند. در سوم تیر ماه ۱۳۵۸ استاندار اصفهان (سید محمدکاظم موسوی بجنوردی) کشیش دهقانی را به استانداری فرامی‌خواند و در نشستی با او، مدیرعامل بهداری (آقای دکتر محمد اسماعیل اکبری) و چندتن از انقلابیون (دکتر محمد علی رجبی، احمد سلامتیان، واعظی، باباصفری، کریمی کِردآبادی و …) صورتجلسه‌ای نوشتند که نشانگر واگذاری خودخواستهٔ بیمارستان به انقلابیون بود ولی کشیش دهقانی و یار او ژان مک‌داوِل (John Mc Douall، سرپرست هتل ایران‌تور) پای برگه می‌نویسند: «امضاء علامت حضور است نه موافقت.»

نشسته:اسقف دهقانی و همسرش مارگرت. ردیف ایستاده از راست: شیرین، گلی (او هم به درجه اسقفی رسید)، بهرام و سوسن

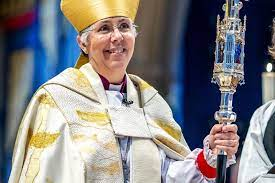
گلی فرانسیس دهقانی، دختر اسقف حسن دهقانی، به درجه اسقفی در کلیسای چلمسفورد انگلیس رسید و در سال ۲۰۲۱ عضو مجلس اعیان بریتانیا شد.

در ۲۱ مرداد آموزشگاه نابینایان کریستوفل به تصرف انقلابیون مسلح درآمد. ۲۸ مرداد گروهی ناشناس به خانه اسقف دهقانی تاخت و تاز نمودند و بسیاری از فرنودها (مدارک) را ربوده، برخی دیگر را سوزاندند.
درست یک ماه پس از آن دستیار وزیر ارشاد (علی اصغر بهزادینا) در یک برنامه رسانه‌ای چنین گفت: «در یک نامه که اخیراً در یک کلیسای انگلیکن کشف شده و به تاریخ ۱۵ آوریل ۱۹۸۰ یا ۲۶ فروردین می‌باشد، پُل هانت یک کشیش انگلیسی که سال‌ها به عنوان جاسوس فعال بوده، به یک افسر پنتاگون نامه نوشته و دریافت ۵۰۰ میلیون دلار پول نقد از سازمان سیا را تأیید کرده‌است. همچنین او از این که توانسته این پول را میان افسران نیروی زمینی، نیروی هوایی، رهبران بهایی و ضد انقلابیون پخش کند ابراز خشنودی نموده و اقدامات مقدماتی برای انجام یک کودتا شامل بمباران اقامت‌گاه امام خمینی و مناطق راهبردی در قم و تهران را فراهم کرده‌است. در نامه هانت به دیدار او با جان گراهام سفیر بریتانیا، شش افسر نیروی هوایی، گروهی از افراد نیروی زمینی و یک برنامه‌ریز سازمان سیا اشاره شده‌است. پل هانت گفته که این افراد ۳۰۰ کیلوگرم ماده منفجره تی‌ان‌تی و تعدادی فیوز از جان گراهام (سفیر انگلیس) دریافت کرده‌اند. او بر دشواری‌های وظیفه اش تأکید کرده، ولی گراهام او را تشویق کرده‌است. هانت همچنین گروهی از جاسوسان بین‌المللی مرتبط با سیا، موساد اسراییل و پیروان ایرانی آنان را معرفی کرده که با پروژه کودتا همکاری کنند». نامه‌های کشف و ارایه شده در این مصاحبه مطبوعاتی امضای کشیش هانت و کشیش خلیل رزم آرا را در پای خود داشت. همچنین از دفتر کار یکی از مهندسان مسیحی که در پروژه نوسازی فرودگاه‌های کشور دعوت به کار شده بود نقشه فرودگاه‌های کشور را به دست آورده بودند که این نیز سندی شده بود مبنی بر جاسوس بودن مسیحیان کلیساهای انگلیکان.
وزارت خارجه بریتانیا در واکنش، با ارائه اسناد و دلایلی همهٔ اتهامات را بی‌اساس و مدارک را ساختگی اعلام می‌کند. کلیسای انگلیکن و اسقف دهقانی تفتی نیز در بیانیه‌ای همهٔ اتهامات را دروغهای ساخته و پرداختهٔ گروه‌هایی عنوان می‌کند که به کمتر از تصاحب املاک و دارایی‌های کلیسا راضی نیستند. مهرماه کشیش دهقانی دستگیر می‌شود ولی مهندس مهدی بازرگان به استاندار اصفهان دستور آزادی بی‌درنگ او را می‌دهد.
گروهی (به سردستگی آقای کرمی یا کریم پور کردآبادی) همچنان برای گرفتن پولهای کلیسا فشار می‌آورند و کشیش دهقانی تسلیم نمی‌شد. سرانجام در روز اول آبان ۱۳۵۸ حجت الاسلام والمسلمین فتح‌الله امید نجف آبادی رئیس دادگاه انقلاب اصفهان و یک دادیار (محمد اسمعیل اکبری) در نشستی با حضور چند تن دیگر (آقایان واعظی، باباصفری، احمد سلامتیان و محمد علی عطریانفر) کشیش دهقانی را فراخوانده و به استناد مدارک ربوده شده از کلیسا و دائره اسقفی به او تفهیم می‌کنند که جاسوس انگلیس است و باید به فکر بیرون رفتن از ایران باشد. استدلال انقلابیون برای مصادره بیمارستان این بود که آنجا مرکز جاسوسی برای انگلستان است و مستندات جاسوسی آنها نیز کشف دستگاه تلفن، دورنگار (فاکس) و فتوکپی در کتابخانه بیمارستان بود. سپس در نشستی دیگر در نبود کشیش دهقانی و با همنشینی آقایان محمد اسمعیل اکبری، محمد علی رجبی، ابوترابی نجف آبادی، قربانعلی اسدالهی، و محمد حسین رضایی؛ آقای امید نجف آبادی رای مصادره بیمارستان را صادر می‌کند.
نهم آبان ۱۳۵۸ در رای چندبرگه‌ای دادگاه انقلاب دلایل گوناگونی برای مصادره بیمارستان آمده‌است، همچون: کشف وسایل جاسوسی (تلفن، فکس و دستگاه پُلی کُپی) در کتابخانه بیمارستان و کلیسا، انجام خائنانه گناه نابخشودنی امور آموزشی و پژوهشی بر روی بیماران دردمند توسط دانشجویان کم سن و سال، دست از کار کشیدن کارکنان پس از بیرون رفتن سرپرستان خارجی از کشور، ساخته شدن بیمارستان به دست ثروتمندان و مرفهینی که در این دادگاه جاسوس و وابسته بودنشان ثابت شده‌است، دریافت سه و نیم میلیون تومان کمک از بهزیستی و همین حدود هم کمک از شهرداری، شرکت نفت، دکتر اقبال و فرح پهلوی که نشانگر وابسته بودن این بیمارستان به پشتیبانی شاه و جاسوسی برای او بوده‌است، به انحراف کشاندن جوانان بیخبر و ناآگاه مسلمان و گمراه نمودن آنان به وادی کفر همراه با اهانت به ساحت مقدس حضرت عیسی مسیح و ضدیت با اسلام، مصرف نمودن بودجه هنگفتی از بیمارستان برای ضدیت با اسلام در حالی که بیمارستان از داشتن اتاق عمل و رختشویخانه محروم بوده‌است.
به گفنه هوشنگ مظاهری سه روز پس از آن گروهی به دستور محمد حسین رضایی نامی دست به کار کشتن کشیش دهقانی می‌شوند. آنها از عدنان مؤمن زاده که از رانده شدگان عراقی و چریکهای فلسطین و لبنان بود برای نشانه‌گیری و تیراندازی به اسقف یاری می‌جویند. گروه در سحرگاهان به راه می‌افتد و عدنان مؤمن زاده از همراهان خود شناسه‌های کسی که باید کشته شود را می‌پرسد. از آنجا که او در فلسطین و لبنان به کار کشیشها آگاهی داشته باورش نمی‌شود که کشیش جاسوس باشد. همچنین چون شنیده بوده که امید نجف آبادی دستور آزادی کشیش دهقانی را داده‌است، در اراده خود شُل می‌شود ولی سرپرست گروه بر کشتن کشیش پافشاری می‌کند. او با این ترفند که پس باید خودم به دست خودم اسقف را بکشم از آمدن یارانش به خانه کشیش پیشگیری می‌کند. سپس با گذشتن از حسین دهقانی، برادر کشیش که سرایدار خانه بوده، و گشودن درب خانه به طبقه بالا که سرای زندگی کشیش بوده‌است می‌رود، همسر کشیش (مارگارت) را با تیراندزی زخمی کرده و به بالش کشیش شلیک می‌کند. کشیش از خواب می‌پرد ولی عدنان به او می‌گوید خاموش باش و از ایران بیرون برو وگرنه دیگران تو را خواهند کشت (سپس گروه کشتار به میدان نقش می‌روند تا ناشتایی را به میزبانی رضایی کله پاچه بخورند). کشیش، جان به در بُرد و برای پاسداری از خویش و دور داشتن کلیسا از دست انقلابیون از ایران بیرون می‌رود. بدینسان کلیسا بر نگهداری بیمارستان و آموزشگاه‌ها پافشاری نمی‌کند. چند روز پس از آن کشیش برای شرکت در کمیته کمک به آوارگان فلسطینی به قبرس رفت. هنگامی که پسر کشیش (بهرام دهقانی تفتی، استاد فلسفه و اقتصاد دانشگاه دماوند) در پی رفتن به انگلیس برای شرکت در عروسی خواهرش بود دریافت که ممنوع‌الخروج شده‌است. پس از پیگیری فراوان به او گفتند «تو تقصیری نداری؛ به پدرت بگو با ما کنار بیاید». ولی بهرام نیز همچون پدر از فرمان آنها سرپیچی نمود. در همین روزها که پدر در قبرس بود پسرش در تهران ربوده شده و در پیرامون زندان اوین با شلیک گلوله‌ای به شقیقه‌اش کشته می‌شود (۱۶ اردیبهشت ۱۳۵۹). برخی از انقلابیون این کشتار را به انجمن حجتیه پیوست می‌دهند ولی اثبات نشده‌است.

### مصادره بنیادهای مسیحی، یکی پس از دیگری
آموزشگاه‌های رحمت، دوشیزگان، کار، و کالج اصفهان مصادره و به وزارت آموزش و پرورش واگذار شد. آموزشگاه نابینایان به بهزیستی داده شد. بیمارستان مسیحی نیز به دست بنیاد مستضعفان انقلاب اسلامی افتاد و نام آنرا بیمارستان انقلاب اسلامی گذاشتند. بخش پرتوشناسی بیمارستان نیز به دست سازمان تأمین اجتماعی و ساختمان آزمایشگاه بعدها به دست دندانپزشکی بسیج افتاد. چون بنیاد مستضعفان نیروی تخصصی پزشکی نداشت چیزی نگذشت که بیمارستان مسیحی را به سازمان بهداری آن زمان سپرد. این تصرفات ادامه یافت و دیگر دسترنجها و دستاوردهای مسیحیان یکی پس از دیگری مصادره و نامهایشان دگرگون شد: کودکستان و دبستان رحمت به دبستان شهید محراب آیت الله صدوقی، کالج اصفهان به دبیرستان ادب و سپس به شهدای ادب، خوابگاه دختران که از سوی میس آیزِک اهدا شده بود به اداره آموزش پرورش، آموزشگاه نابینایان پسرانه نورآئین به آموزشگاه هفتم تیر، آموزشگاه نابینایان دختران و بانوان کریستوفل به حضرت فاطمه زهرا (ع)، هتل ایران‌تور که از ژان مک داول بود به اداره کنونی برق و بیمارستان مسیحی نخست به بیمارستان انقلاب اسلامی و سپس به عیسی بن مریم تغییر نام داد. درمانگاه هلیکوپترسازی بِل در شاهین شهر که از امریکائیان بود نیز همراه با پولهایش به دست انقلابیون افتاد.

### پیامد مصادره‌ها
روزهای پس از آن برخی از مسیحیان دیگر همچون کشیش نصرت‌الله شریفیان، کشیش خلیل رزم آرا و کشیش ایرج متحده به زندان افتادند. بیمارستان نیز با حکم حجت الاسلام والمسلمین فتح‌الله امید نجف آبادی به سود بنیاد مستضعفان مصادره شد. با هماهنگی استانداری و دادگاه انقلاب دست انجمن کلیسایی انگلیکان از بیمارستان کوتاه (خلع ید) و دکتر سید سعید شریعت (چشم‌پزشک) به فرماندهی بیمارستان گماشته شد.
شتاب تند رخدادهای ناگوار به زودی روابط ایران و انگلیس را کاهش داد و سفارت انگلیس در شهریور ۱۳۵۹ کارمندان و سفیر خود را از ایران فراخواندند. پس از بسته شدن سفارت انگلیس کشورهای اروپایی دیگر نیز سفارت خود را بستند.
تندروها فشار می‌آوردند که نام بیمارستان بایست یکسره اسلامی و غیرمسیحی شود. با ایستادگی آیت الله طاهری (امام جمعه اصفهان) چنین نشد و به تغییر نام از مسیحی به عیسی بن مریم بسنده کردند. اسقف دهقانی با طرح دادخواستی زیر عنوان تصرف عُدوانی کوشش کرد تا بیمارستان را دوباره به انجمن مسیونری کلیسا بازگرداند ولی در ایران کامیاب نشد. در سالهای پس از آن (۱۳۶۰) خانه‌های پزشکان انگلیسی که پایه‌گذاران بیمارستان بودند در گوشه جنوب باختری بیمارستان ویران گردید تا به جای آن با پولهایی که از حساب بانکی میسیونها بیرون کشیده بودند بیمارستانی مدرن پی‌ریزی کنند (زمان فرماندهی دکتر منصور شریفی). گرچه طرح آن بیمارستان مدرن هنوز (۱۳۹۲) در حد یک اسکلت فلزیِ نیمه‌کاره رها مانده‌است. بیمارستان با کمبود پول روبرو شد و روز به روز بر بدهیهای آن افزوده شد.

### سرنوشت
پس از گذشت چند سال در یک تسویه حساب درون‌سازمانی، فرمانده همان کمیته‌های انقلاب اسلامی اصفهان (مهندس امیر عباس بحرینیان) که مصادره‌ها را انجام می‌داد با دستور دوستش سید مهدی هاشمی که هموند (عضو) شورای فرماندهی سپاه پاسداران اصفهان بود به گفته برخی با فتوای حجت السلام والمسلمین امید نجف‌آبادی (حاکم شرع و دادستان دادگاه‌های انقلاب اصفهان) ترور شد (ولی درستی این ادعا مورد شک است).
به نوشته برخی تارنماهای مرتبط یا سازمان اطلاعات و امنیت ایران، سید مهدی هاشمی و یارانش از جمله آقای عطریانفر (که در محاکمه اسقف دهقانی دست داشت) یک باغ را در پیرامون شهر قهدریجان مصادره و به زندان تبدیل کرده بودند تا در آنجا آدم‌ربایی و قتلها را فرماندهی و اجرا کنند (این ادعا هنوز اثبات نشده‌است). امید نجف آبادی نیز قاضی شرع آن باغ بود. در سال ۱۳۶۶ سید مهدی هاشمی و باند مافیای‌اش در هماوردی با کانونهای قدرت شکست خوردند و به رای دادگاه ویژه روحانیت، به جرم ایجاد رعب و حشت، آدم‌ربایی، کشتارهای سازماندهی شده و گناهان بسیاری دیگر به دست یاران قدیمی خویش اعدام شدند.
در پی این مبارزه بر سر قدرت؛ آن دادستان مجتهد (حجت الاسلام فتح‌الله امید نجف آبادی) که رای مصادره بیمارستان را نوشته بود پس از پرده برداشتن از دوستی‌های پنهانی ایران-امریکا-اسرائیل (ماجرای مک فارلین) به جرم لواط، فساد اخلاقی، و احکام قضایی ناروا، صدور فتوای قتل و اعدامهای کینه‌توزانه، از رسیدن به قدرت بازماند و در آبان‌ماه ۱۳۶۷ در زندانهای انقلاب اسلامی جان خود را از دست داد. با از میان رفتن سید مهدی هاشمی و فتح‌الله امید نجف آبادی، راه برای برخورد با حسینعلی منتظری که در پناه خانه وی کسانی همچون امید نجف آبادی، مهدی هاشمی و … تکروی می‌نمودند هموار گردید تا اینکه سراجام در سال ۱۳۶۸ از جانشینی رهبری برکنار شد.
آقای احمد سلامتیان به بیرون از کشور گریخت و آقای محمد علی عطریانفر به زندان افتاد.
کمیته‌های انقلاب اسلامی نیز برچیده شدند.
در سال ۱۳۸۶ که دکتر محمودرضا کریمی رئیس بیمارستان بود، با استناد به نادرست بودن احکام قضایی حجت الاسلام ولمسلمین فتح‌الله امید نجف آبادی رای گفته شده شکسته (باطل) گردید و سند مورد ادعای دانشگاه (درواقع همان صورتجلسه‌ای که به عنوان رای دادگاه انقلاب اصفهان نوشته شده بود) از بنیاد مستضعفان به دانشگاه علوم پزشکی اصفهان انتقال داده شد.

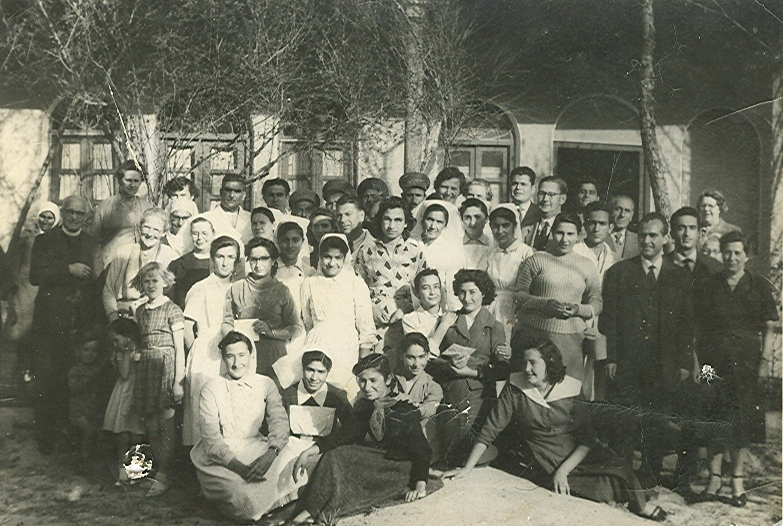
نگاره یادگاری از پرستاران بیمارستان مسیحی

## بیمارستان عیسی بن مریم (مسیحی) در روزگار جمهوری اسلامی
در جمهوری اسلامی دانشگاه علوم پزشکی اصفهان کوشش نمود تا بیمارستان را سرپا نگه دارد و آن را پا به پای دانش جهانی روزآمد سازد. در این راستا پزشکان، پرستاران و کارکنان بومی و ایرانی آنچه در توش و توز خود داشتند به کار بستند و هر یک بار سنگین خودگردانی بیمارستان را اندکی به پیش بردند.
دانشگاه پزشکی اصفهان افزون بر به دوش کشیدن بار سنگین دستمزدها و کارانهٔ کارکنان و پزشکان، در بازسازی، نوسازی و گسترش ساختار گیتیک (فیزیکی) بیمارستان؛ و همچنین خرید دستگاه‌ها و ابزارهای نوین، برای بهبود چونایی (کیفیت) درمانها کوشش کرده‌است. دانشگاه و نیروهای سازمانی‌اش در این سال‌ها بخش‌هایی به بیمارستان افزوده‌اند. نمونش‌وار می‌توان از بخش ارتوپدی و آموزشی شدن بیمارستان (زمان فرماندهی دکتر محمد جاودان)، سی سی یو (زمان دکتر محمد حسین دهقانی تفتی و گسترش آن در زمان دکتر حسن نورالهی)، آی سی یو (دکتر محمد احسان الماسی)، افزایش اتاق‌های عمل (دکتر حسن نورالهی)، راه‌اندازی اتاق عملهای طبقه سوم (دکتر احمد رضائیان) بخش تیمارهای ویژه (ICU) (دکتر محمد احسان الماسی)، درمانگاه تخصصی بیمارستان (دکتر مهدی فقیه)، رساندن بیمارستان به جایگاه اورژانس شهری (دکتر مهدی ناجی)، و بخش ویژه (دکتر نورالهی) نام برد.

پرستاران، بهیاران و کمک‌بیهیاران در اتاق پذیرایی و استراحت بیمارستان.

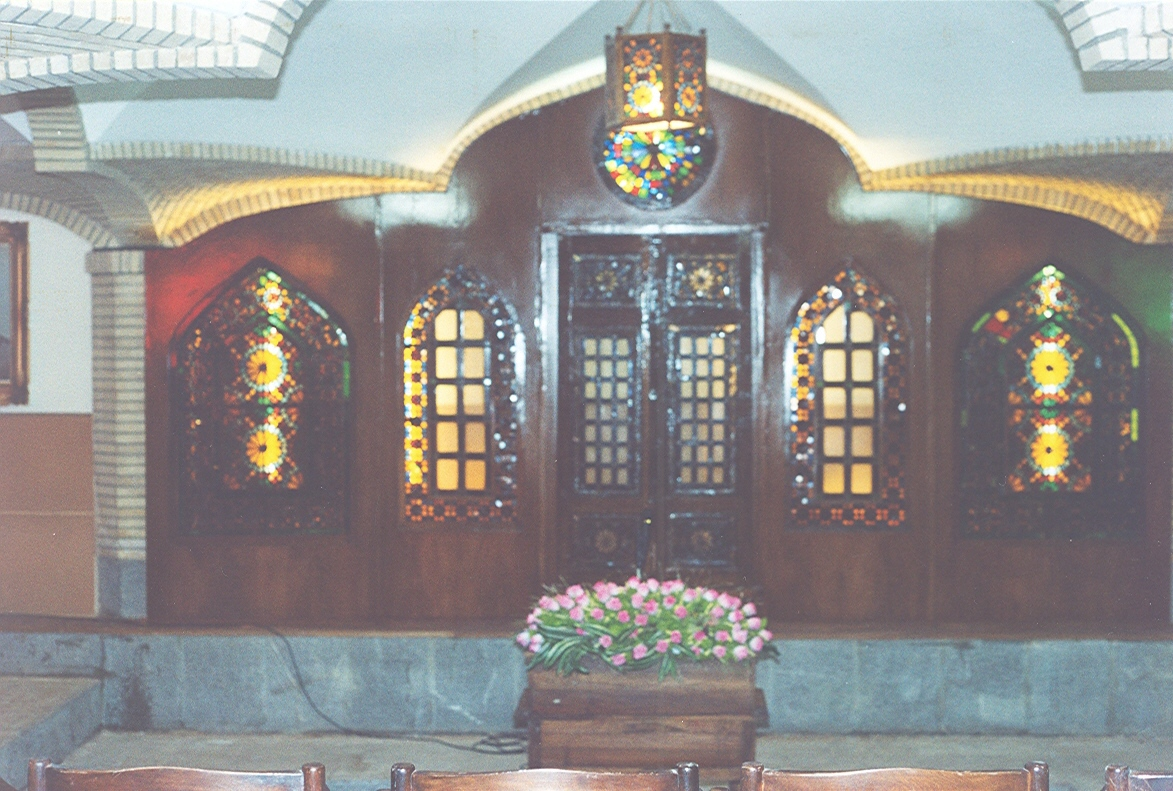
کلیسای زیرزمین بیمارستان که دکتر حسن نورالهی آنرا جانی دوباره بخشید و به تالار سخنرانی تبدیل نمود.

دکتر حسن نورالهی در سه دوره فرماندهی (ریاست) بیمارستان عیسی بن مریم کوشید با نوسازی و نکوداشت ارزش هنری و دیرینگی بیمارستان بخشی از آسیبها را از میان بردارد. او کلیسای زیرزمین بیمارستان را که رها و فرسوده شده بود بازسازی کرد، نخستین سردر بیمارستان در کوچه پارس را که نماد چلیپایی (صلیب) آن پشت دیوارها پنهان گشته بود دوباره رونمایی کرد و آن را با دیواری شیشه‌ای از گزند فرسایش بیشتر پاسداری نمود. او در یکصدمین سالگشت ساختن بیمارستان با برپایی گنجینهٔ (موزه) بازمانده‌های کهنِ بیمارستان و نمایشگاه فرتور (عکس)های آن روزگار از بنیادگذاران بیمارستان ستایش کرد. او ایده راه‌اندازی موزه پزشکی اسپهان در بیمارستان مسیحی را در سر داشت.
بیمارستان تا سال ۱۳۹۲ خورشیدی دارای بخش‌های سی سی یو، آی سی یو، مامایی، زایشگاه، ویژه، کودکان، نوزادان، جراحی زنان، اتاق عمل، درمانگاه، اورژانس، آزمایشگاه و پرتوشناسی (رادیولوژی) شده‌است تا بتواند عملهای ارتوپدی، زنان-مامایی، جراحی عمومی، زیبایی، فک و صورت، گوش-گلو-بینی، چشم، کودکان، اورولوژی، دستکاریهای درون‌بین (اندوسکوپیک)، و ستون مهره‌ها را پوشش دهد.

## رئیسان بیمارستان
- دکتر دونالد کار
- دکتر توماس
- دکتر جیم شافتر
- دکتر وایلد
- دکتر پانت
- دکتر فودری
- دکتر بهرام شماس
- دکتر سید سعید شریعت از ۱۳۵۸ تا ۱۳۵۹
- دکتر محمد علی رجبی از ۱۳۵۹ تا ۱۳۶۰
- دکتر دکتر مهدی ناجی از ۱۳۶۰ تا ۱۳۶۱
- دکتر منصور شریفی از سال ۱۳۶۲ تا ۱۳۶۷
- دکتر حسن نوراللهی از ۲/۲/۶۷ تا ۲۸/۱۱/۶۸
- دکتر محمد جاودان از سال ۱۳۶۹ تا ۱۳۷۱
- دکتر مهدی فقیه از ۱۶/۱۰/۷۱ تا ۱۳۷۴
- دکتر حسن نوراللهی از ۱۳۷۴ تا ۱۳۷۴
- دکتر محمد احسان الماسی از ۱۳۷۵ به مدت ۳ماه
- دکتر محمد حسین دهقانی از آبان ۱۳۷۵ تا مهر ۱۳۸۲
- دکتر نوراللهی از ۱/۷/۱۳۸۲ تا ۱۳۸۴
- دکتر محمد احسان الماسی ۱۳۸۵
- دکتر محمودرضا کریمی ۱۳۸۸
- دکتر محمد احسان الماسی ۱۳۸۸
- دکتر احمد رضائیان ۱۳۸۹
- دکتر حمیدرضا میرزائیان ۱۳۹۲
- دکتر احسان طیبی ۱۳۹۳
- دکتر محمد احسان الماسی ۱۳۹۴
- دکتر امین‌رضا طباطبایی، آذر ۱۳۹۶
- دکتر احمد باهنر، بهمن ۱۴۰۱
- دکتر علی نصیری، اردیبهشت ۱۴۰۴

## ارزش هنری بیمارستان مسیحی

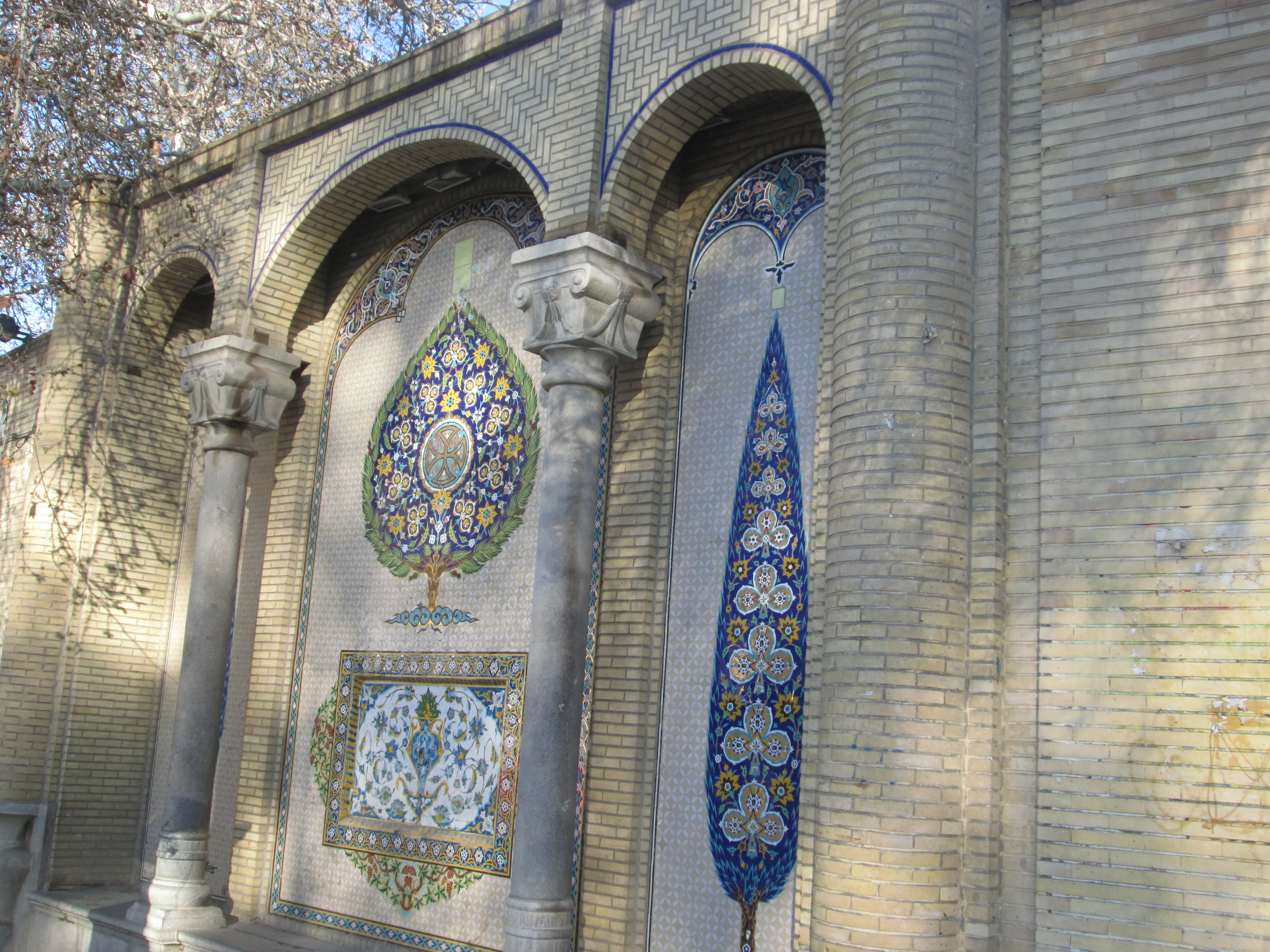
گوشهٔ جنوب باختری بیمارستان مسیحی، نبش چهارراه عباس‌آباد، کاشیکاریهای استاد عیسی بهادری، آمیزه‌ای از هنر اسلامی-مسیحی و ایرانی-انگلیسی که نیاز به بازسازی دارد.

بیمارستان تاریخی مسیحی (عیسی‌بن مریم) یکی از پدیده‌های ارزشمند اسپهان به‌شمار می‌رود. نمای بیرونی این سازهٔ کهن کار عیسی بهادری یکی از هنرمندان شهر اسپهان می‌باشد. از جلوه‌های زیبا و یگانه این بیمارستان که می‌بایست از گزند پیامدهای پیرامونی پاسداری شود، آرایه‌ها (تزئینات) نمای بیرونی آن در نبش خیابان عباس‌آباد است. این آرایه و پیرایه‌ها کاشی و آجر با ستون‌های سنگی، نمونه‌ای یکتا از هنر کاشی‌کاری با آمیزه‌ای از شگردهای باستانی و نوین است. این کار آمیخته با نمادهای ایران باستان و نمادهای مسیحی است که دستینه (امضای) هنرمند و استاد برجسته عیسی بهادری را در خود دارد. این سازهٔ ارزشمند هم‌اکنون در برخی بخش‌ها دچار ترک خوردگی و ویرانی شده و دست‌اندازیهای کج‌اندیشانه نیز با کار گذاشتن دریچه و رنگ‌آمیزهای نادرست بخش‌هایی از آن را به سوی نابودی برده‌است به‌گونه‌ای که چند تا از چلیپاها (صلیب‌ها) ی نما نیز کنده و به جای آن‌ها یک کاشی سادهٔ نابهنجار و زشت چسبانده شده‌است.
این نما مربوط به پایان دوران قاجار و آغاز دوره پهلوی است که در تاریخ ۲۲ امردادماه ۱۳۸۴ خورشیدی با شماره ۱۳۱۱۴ در فهرست آثار ملی ایران به ثبت رسیده‌است. بر سردر کهنهٔ بیمارستان بر زمینه‌ای از کاشی لاجوردی در زیر نقش چلیپا (صلیب)، نام بیمارستان مسیحی و سال ساخت آن ۱۲۸۲ خورشیدی برابر با ۱۹۰۴ نوشته شده بود که در زمان ریاست دکتر حسن نورالهی دوباره بازنمایی شد و با شیشه سکوریت از ویران شدن آن پیشگیری گردید.
در ساخت این بیمارستان از سازه‌های بومی، آمیخته با آجر و کاشی، و ویژگی‌های معماری ایرانی همچون رواق، سرستون، نورگیر و … بهره‌گیری شده‌است. در تزیئنات تاق‌نمای بیرونی از بافتار نمادهای ایرانی همچون سرو شیراز و سرو خـُمره‌ای با چلیپای مسیحی در نگاره‌های کاشی‌کاری استفاده شده‌است.
شاید این کاشی‌کاری که با توجه به طرح آن در اصفهان یگانه است، میان سال‌های ۱۳۱۵ تا ۱۳۴۵ که استاد بهادری در اصفهان مدیر هنرستان هنرهای زیبا بوده، انجام شده باشد. استاد عیسی بهادری از شاگردان کمال‌الملک، اسماعیل آشتیانی و حسین بهزاد بود. او در رشته‌های طراحی نقشه قالی، منبت، موزائیک، کاشی‌کاری، قلمزنی و … پدیده‌های گرانبهایی دارد که همه آن‌ها نوآورانه می‌باشند.
در زیرزمین بیمارستان گنجینه (موزه) کوچکی به دست دکتر نورالهی برپا شده‌است که در آن تابوتهای گرانبهایی که در زمان‌های بسیار دور، مسیحیان برای خود فراهم کرده بودند نگهداری می‌شود. ابزارهای پزشکی کهن نیز در این گنجینه نگهداری می‌شود

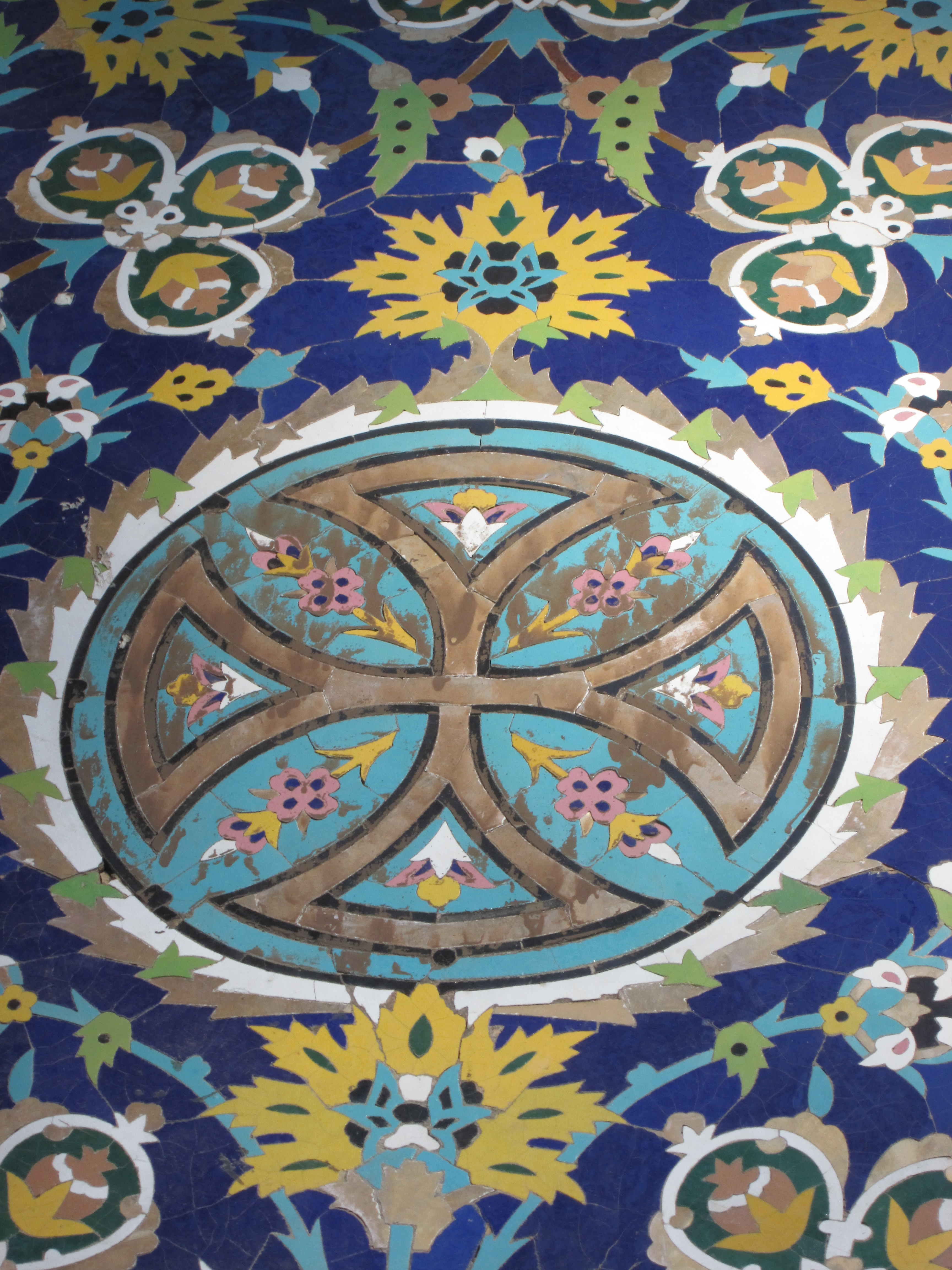
نُماد چلیپا، کار استاد عیسی بهادری بر نمای نبش چهارراه عباس‌آباد

## ارزش سیاسی-فرهنگی بیمارستان
بازخوانی سرگذشت این بیمارستان یادآور نامیست که اسقف حسن دهقانی تفتی بر سرنوشت خود نهاده‌است: یک چاه با دو چشمه؛ و بیمارستان مسیحی اصفهان نیز چشمه‌ای است به دو سرچشمه: یکی ایرانی و دیگری انگلیسی با آبشخوری اسلامی-مسیحی. می‌توان این توانش (پتانسیل) را در بازیافت دوبارهٔ دوستی و همسفرگی دو کشور ایران و انگلیس به کار بست. برای آب نمودن یخ بدگمانیها و ریزش دیوار بی‌اعتمادیها باید این بیمارستان را یک نقطه آغاز دانست و با پس دادن مالکیت آن به انجمن کلیسایی انگلیکان راه را به سوی اعتمادسازی جهانی و پیراستن چهرهٔ ایران بازتر نمود؛ پیش از آنکه فشارهای جهانی و سیاسی-قضایی بخواهد این کار را بکند. آنان که روزی خواسته یا ناخواسته و آگاهانه یا ناآگاهانه فرجامی دیگر را برای بیمارستان و حتی کشور خویش نوشتند اینک شایسته و بایسته‌است تا بار دیگر دست به کار شوند و برای پالودن (تطهیر) خویش از کج‌رویهای گذشته، حقیقت را بازگو کنند و راه جبران کژیها و ناراستی‌ها را باز نمایند. برای بهبود آن زخم‌های کهنه و نزدیک‌سازی دلها می‌توان بیمارستان را به گونه‌ای دوگانه با همزیستی دوستانه ایران و انگلیس و مسیحی-مسلمان-دگرآئین کارگزاری نمود. شاید بدینسان بتوان بدهیهای چندین میلیاردی بیمارستان را که ریشه در سال‌های گذشته دارد بازپرداخت نمود و بیمارستان و کالج آن را را همچون دیگر همتایانش در لبنان و … به شاهراه پیشرفت و جهانی شدن بازگرداند. هرآینه پذیرش ناراستی‌های پیشین و کوشش برای بازگشت به راه راست در این نمونه الگویی شود برای دیگر نمونه‌ها و جنبشی شود برای وارهیدن از این بن‌بست.

## نگارخانه

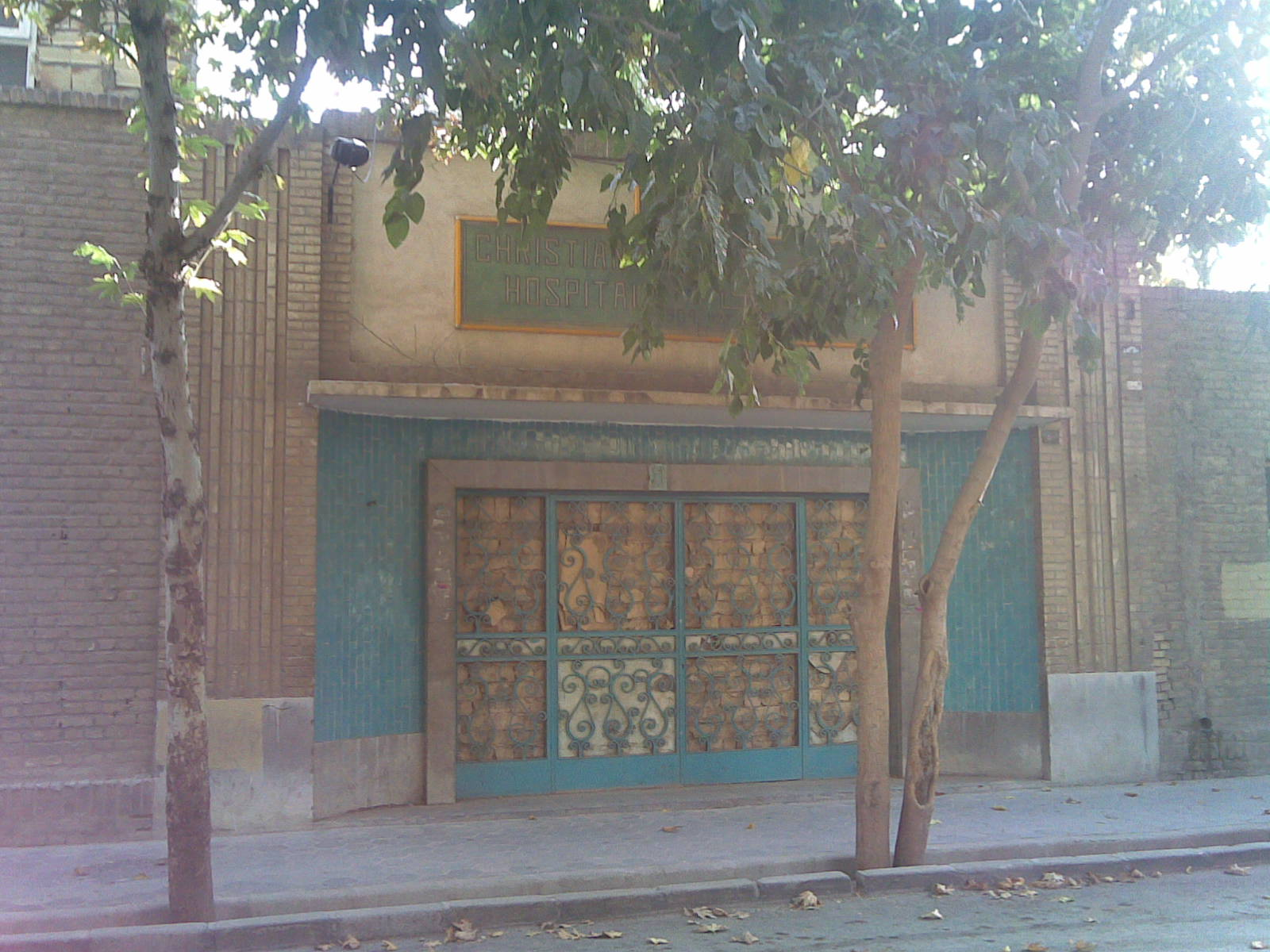
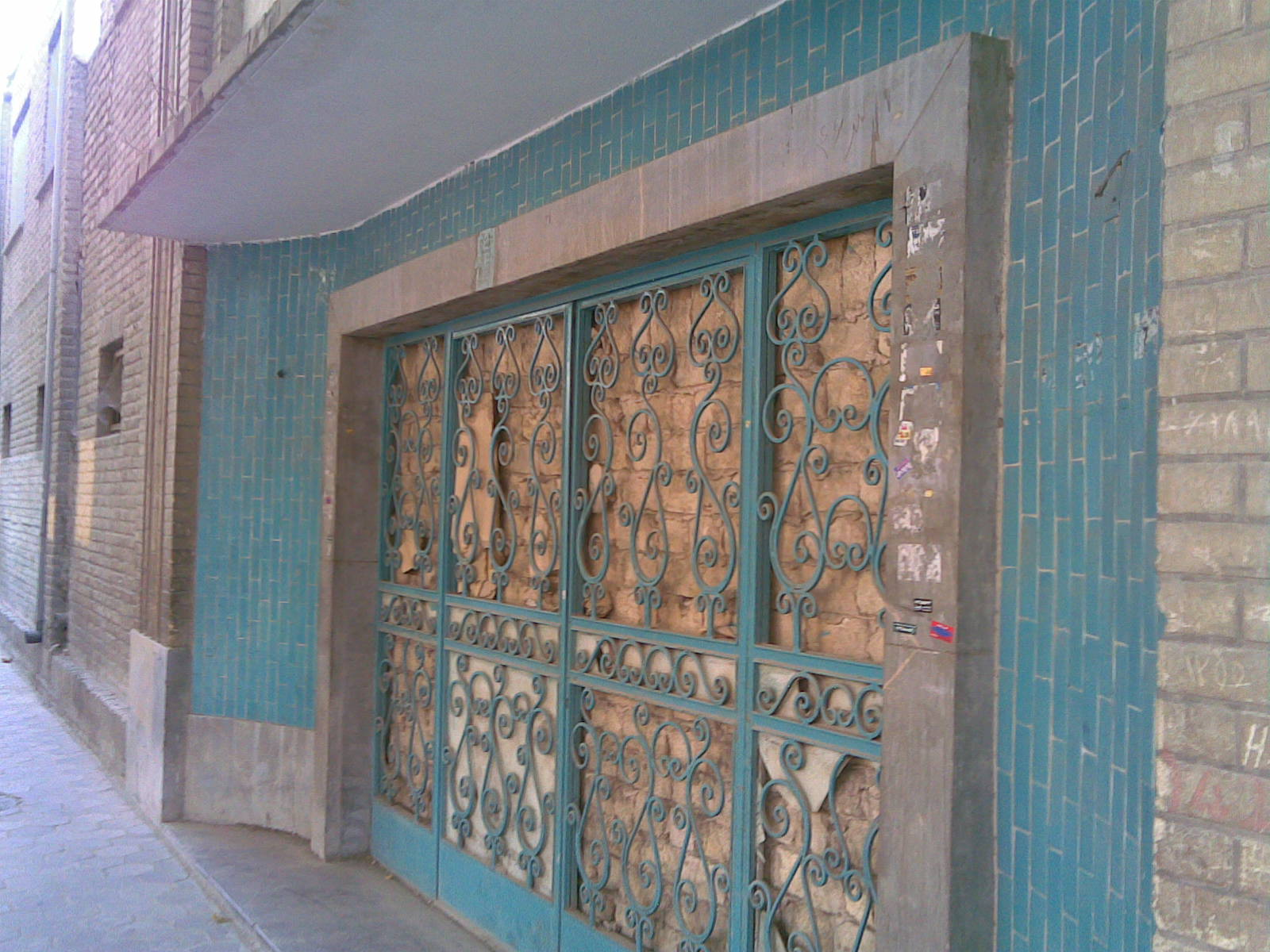
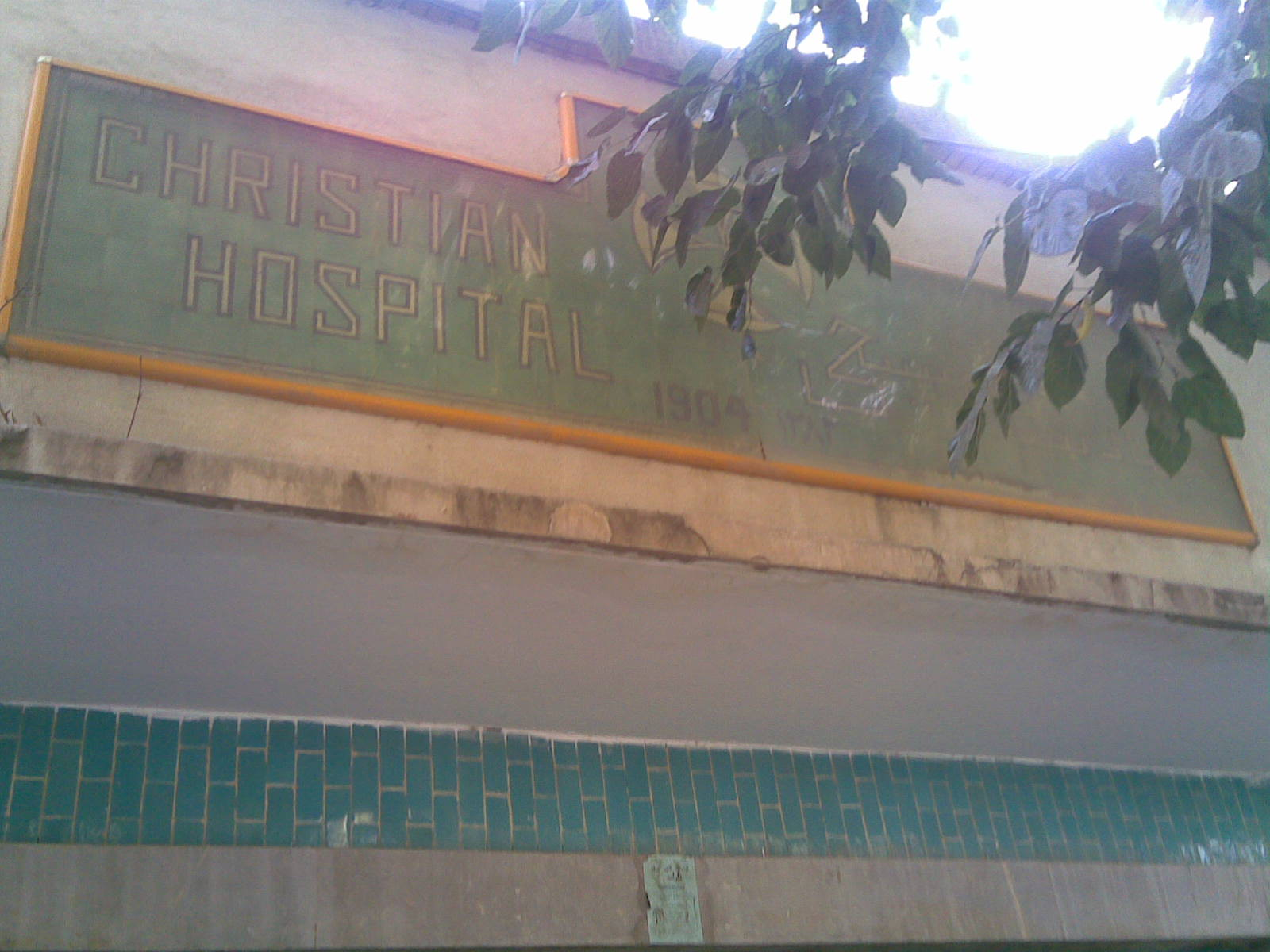
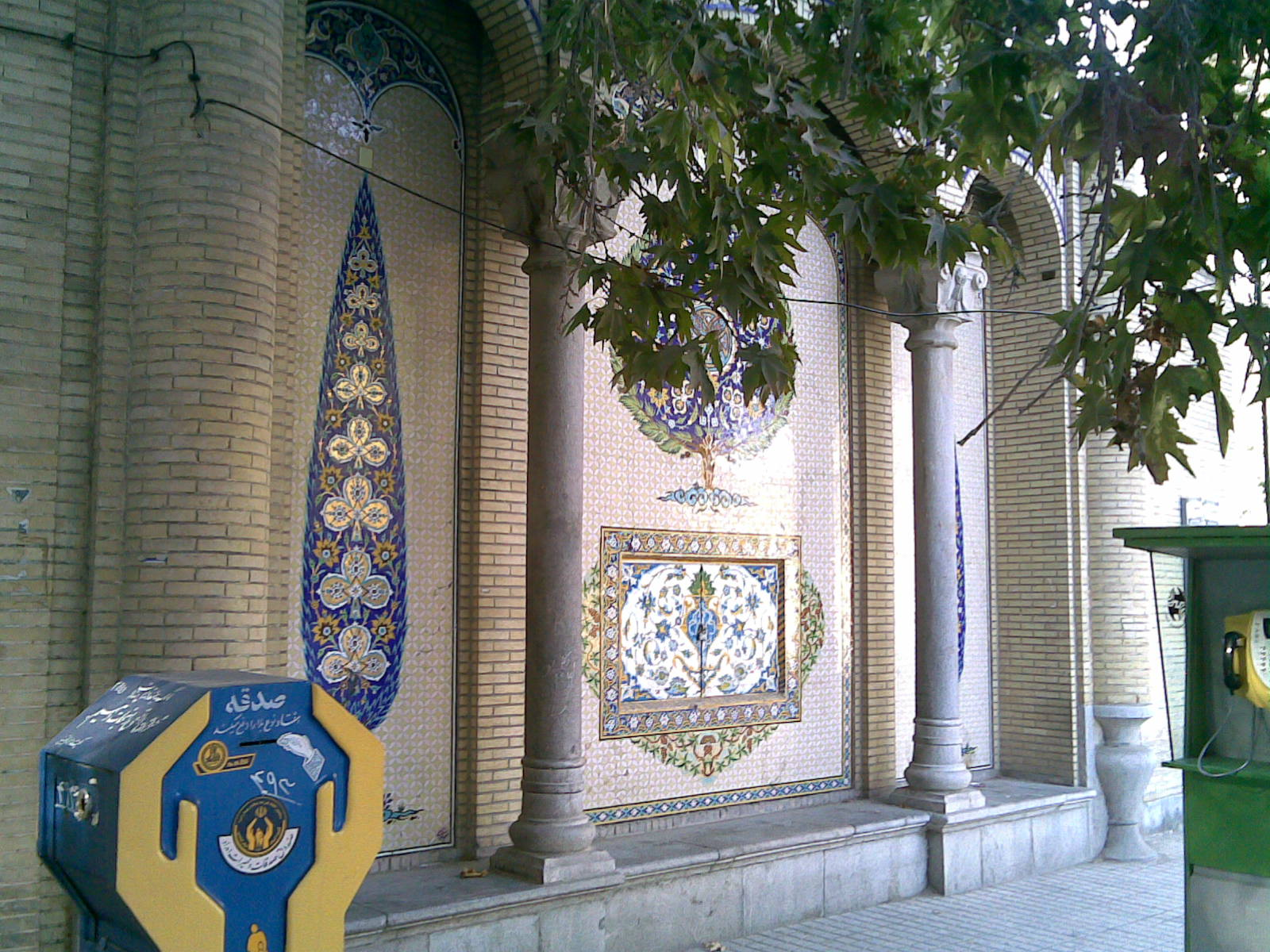
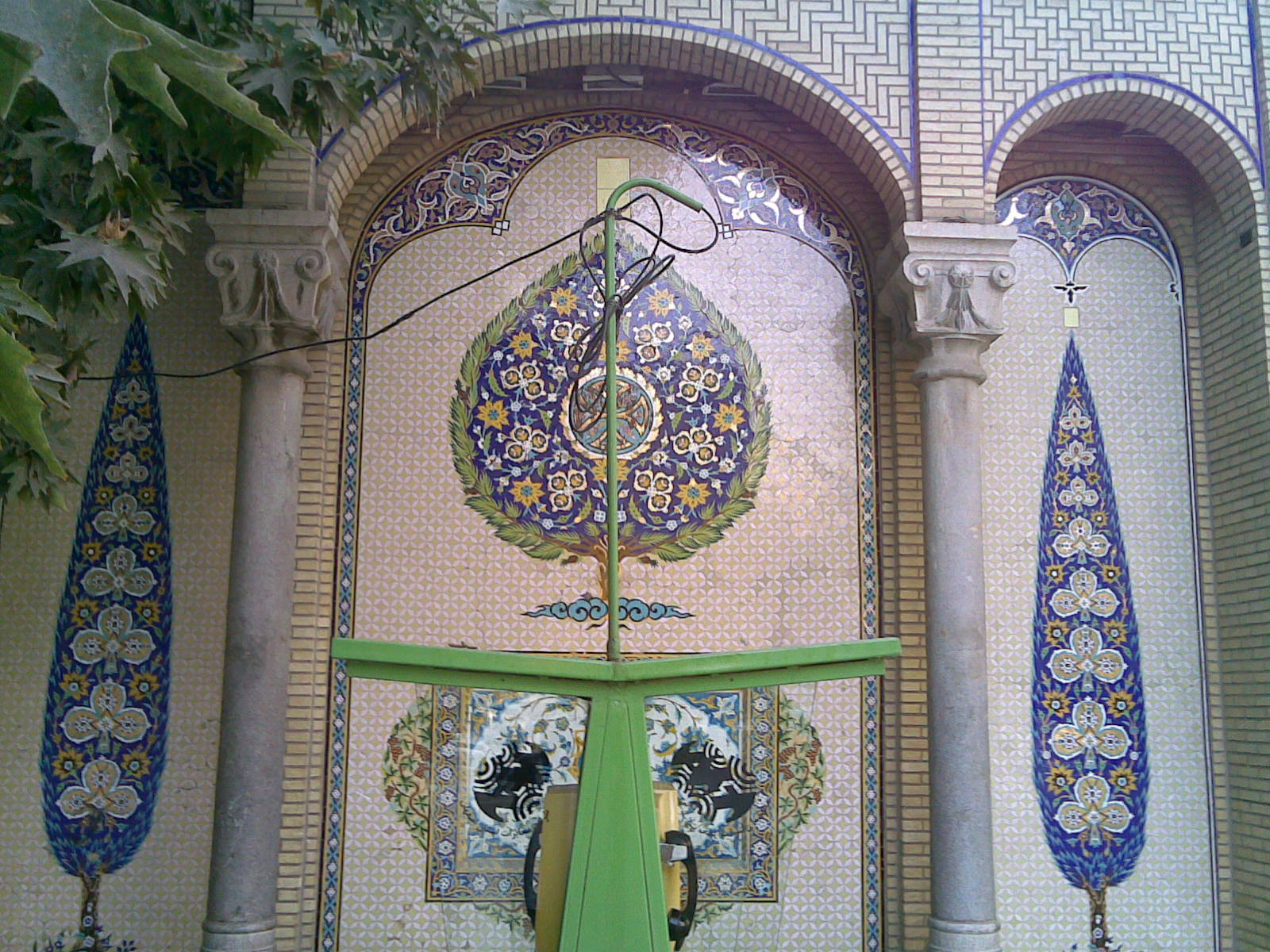
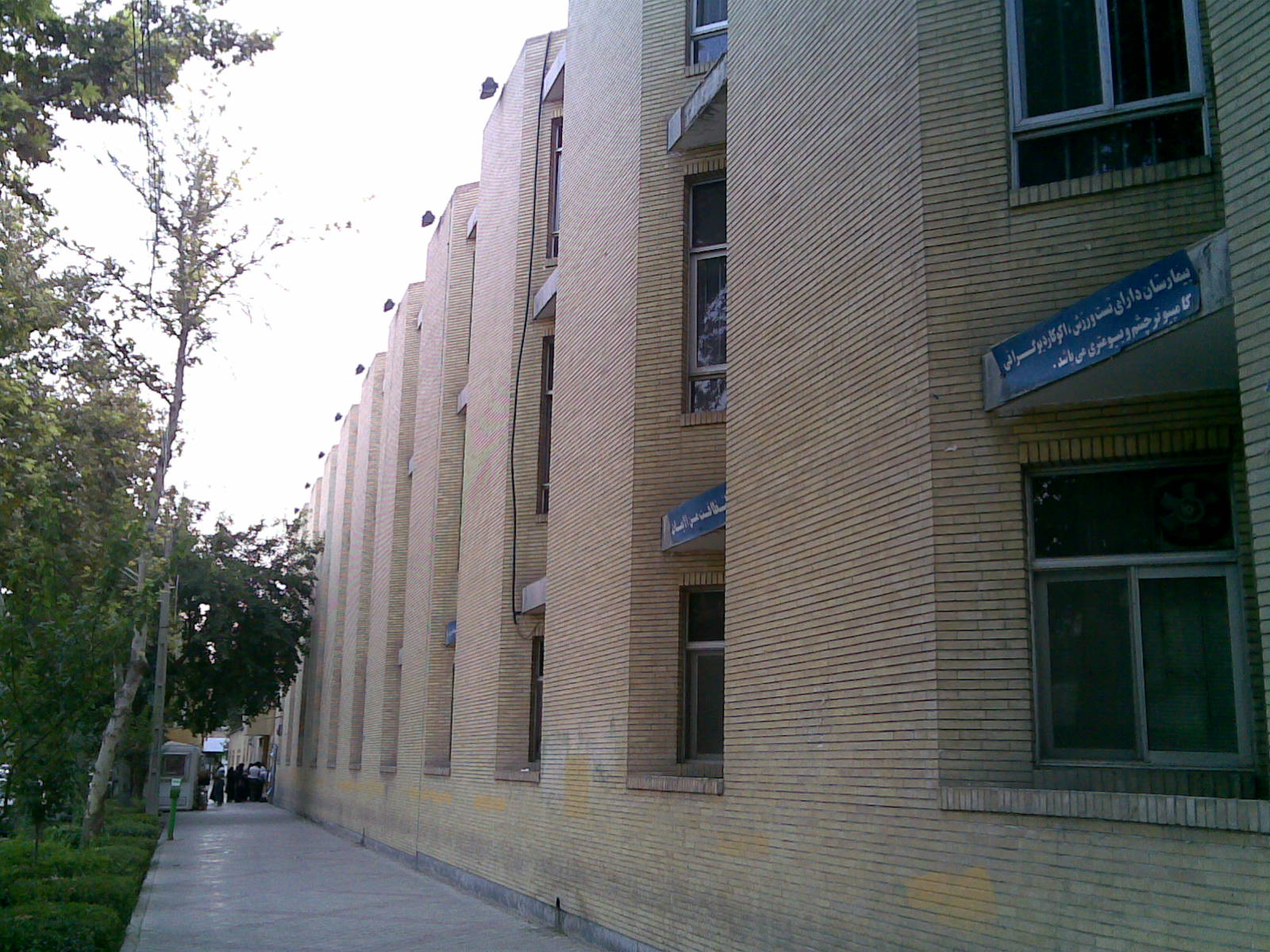
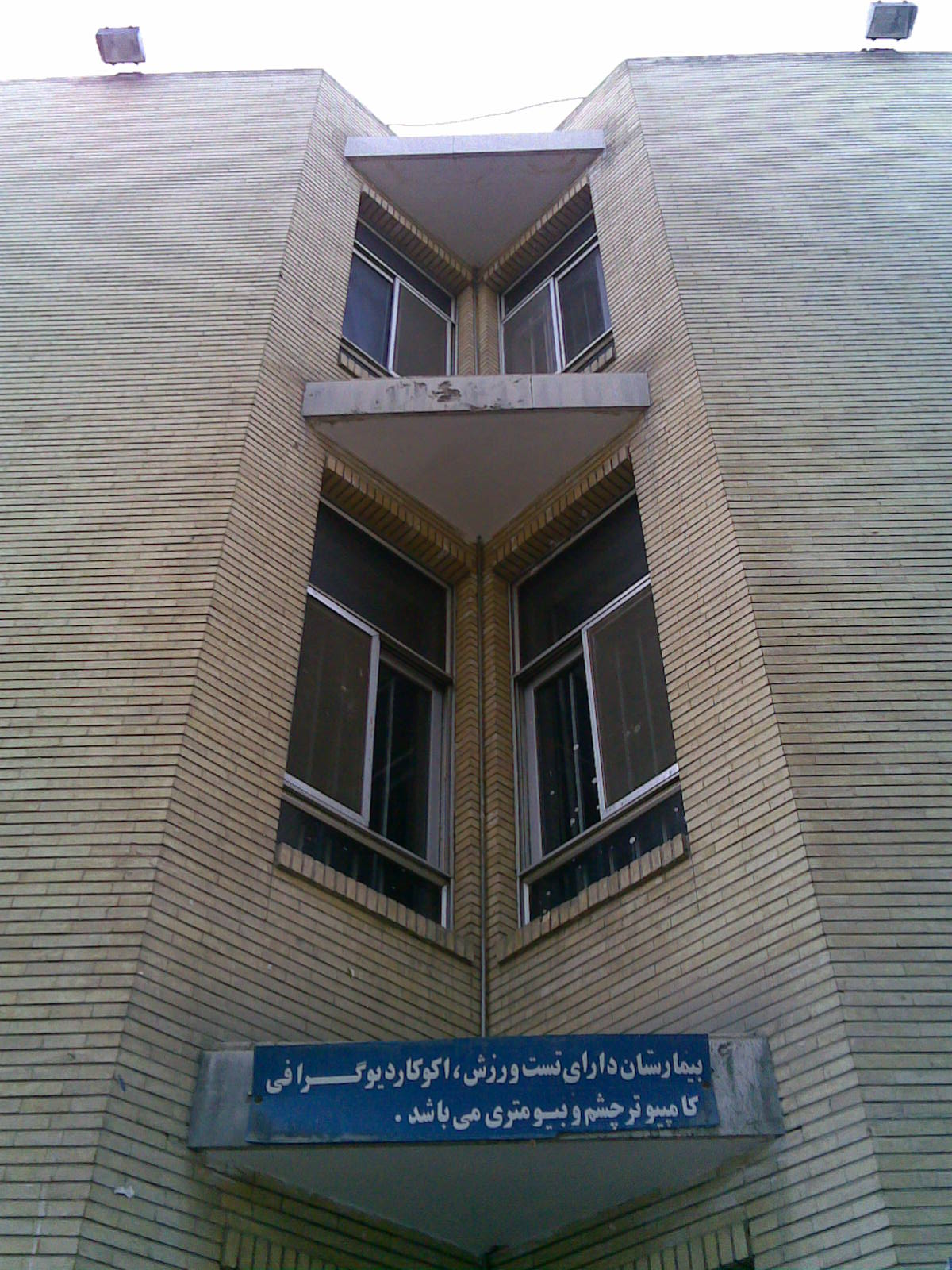
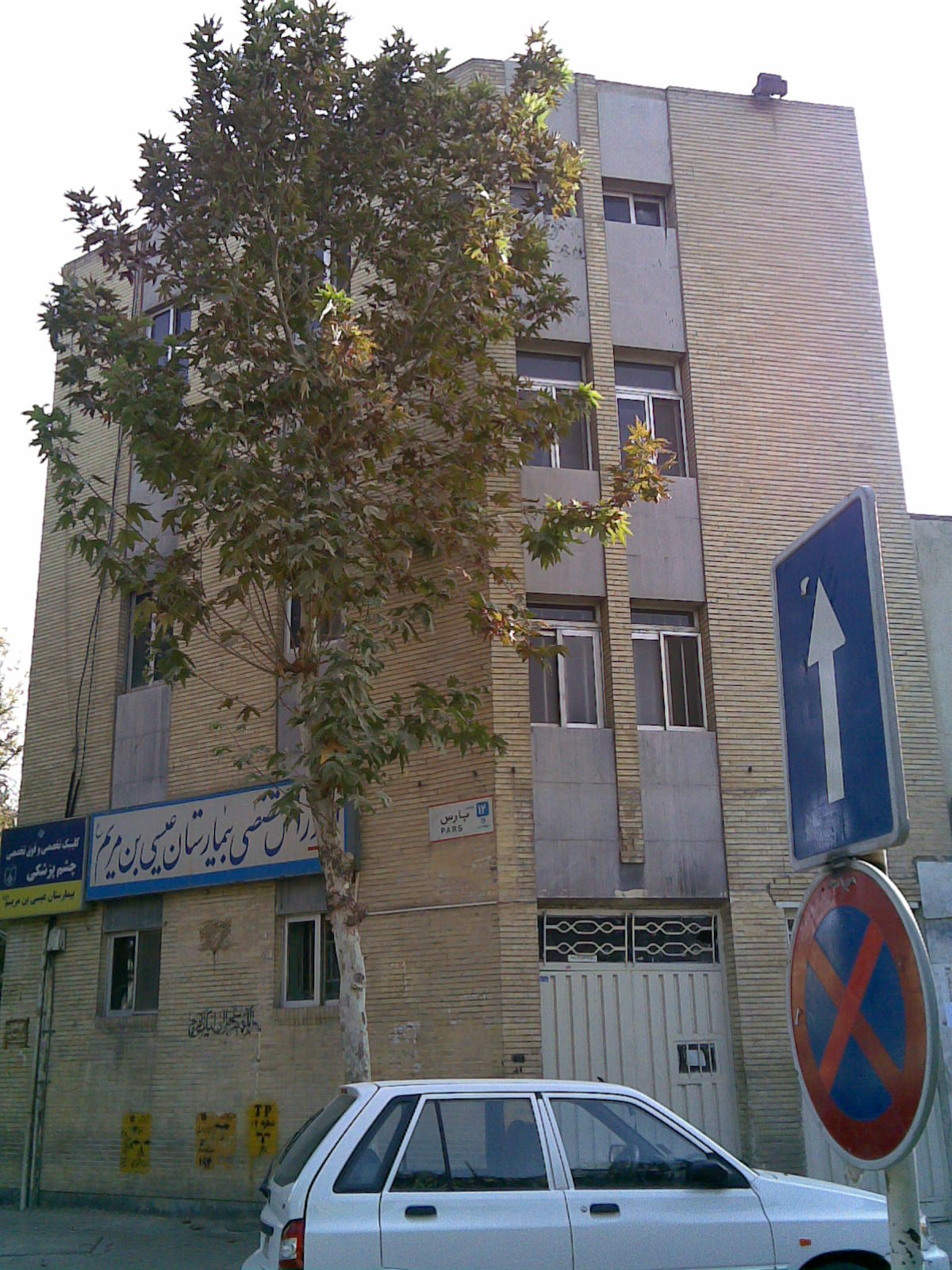
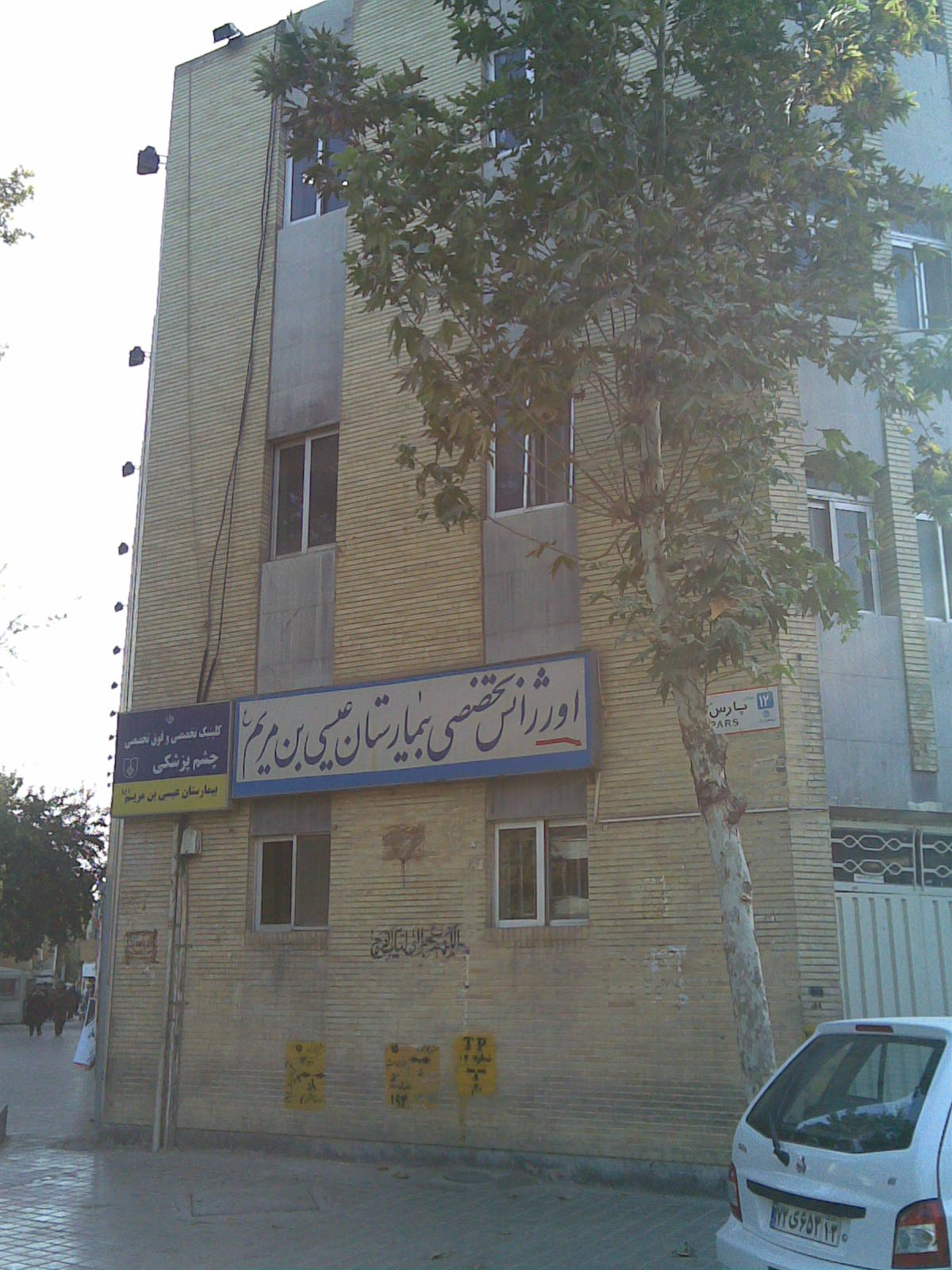

## جُـستارهای وابسته
- فهرست آثار ملی ایران
- سازمان میراث فرهنگی، صنایع دستی و گردشگری
- حسینعلی منتظری
- فتح‌الله امید نجف آبادی
- سید مهدی هاشمی (پاسدار)
- محمد عطریانفر
- احمد سلامتیان
- سید محمدکاظم موسوی بجنوردی

## بُن‌مایه‌ها (منابع)
- آرام آلچوجیان، تاریخچه تأسیس بیمارستان هوسپ بغوسخانیان، ترجمه دکتر آندرانیک میناسکان، ۱۹۵۶
- وبلاگ دکتر شاهین سپنتا (دامپزشکی که نامگذاری روزی به نام روز اصفهان به پیشنهاد او بود)، دوستدار فرهنگ، هنر و زیست‌بوم
- گفتگو با کشیش نصرت‌الله شریفیان، کشیش کلیسای لوقا
- خاطرات دکتر آندرانیک میناسکان، کارآزموده (متخصص) زنان و مامایی از کارکنان بیمارستان مسیح در سال‌های پیش از واگشت (انقلاب) اسلامی
- یک چاه و دو چشمه، نوشته اسقف حسن دهقانی تفتی
- دکتر حسن نورالهی، محمدعلی کریم‌جعفری، مصطفی محمدی، تاریخچه بیمارستان عیسی بن مریم (ع)، گزارش روابط عمومی بیمارستان عیسی بن مریم در جشن یکصد سالگی بیمارستان
- بخش‌هایی از این نوشتار گفتاوردی‌ست از کسانی که به این پُرسمان (موضوع) آگاهی داشته یا با آن درگیر بوده‌اند.
- خاطرات محمد محمدی ری شهری، وزیر اطلاعات
- بایگانی مرکز اسناد انقلاب اسلامی